# Synagoge (Apostag)

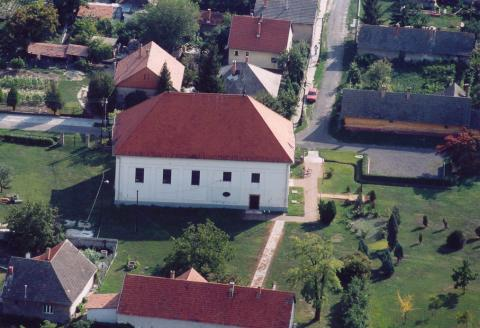
Synagoge in Apostag

Die Synagoge in Apostag, einer ungarischen Stadt im Komitat Bács-Kiskun, wurde 1820 errichtet. Die profanierte Synagoge im Stil des Neoklassizismus ist ein geschütztes Kulturdenkmal. Sie erhielt im Jahr 1988 den Europa-Nostra-Preis für die Erhaltung der europäischen Kultur. Heute dient sie vor allem kulturellen Zwecken.